# Galleria nazionale delle Marche
La Galleria nazionale delle Marche è un museo statale italiano con sede nel Palazzo Ducale di Urbino.
Le sue collezioni derivano in larga parte da opere raccolte nel XIX secolo da chiese e conventi del territorio marchigiano; relativamente scarse sono invece le opere delle collezioni ducali, andate disperse nel corso dei secoli. La sezione più celebre è legata al Rinascimento urbinate, con due opere di Piero della Francesca ed altre degli artisti della corte di Federico da Montefeltro, oltre a un importante nucleo di opere del primo Cinquecento, tra cui lavori di Raffaello, e del Seicento, con i lavori di Federico Barocci. All'ultimo piano è conservata una cospicua collezione di ceramiche; in alcuni ambienti al piano terra è ospitato anche il Museo archeologico urbinate, ricco soprattutto di epigrafi antiche.
È di proprietà del Ministero per i beni e le attività culturali, che dal 2014 la ha annoverata tra gli istituti museali dotati di autonomia speciale.

## Storia
Palazzo Ducale venne definito nel Rinascimento come uno dei più bei palazzi principeschi d'Italia. Costruito in larga parte all'epoca di Federico da Montefeltro, con la sovrintendenza di vari architetti tra cui spiccarono Luciano Laurana e Francesco di Giorgio Martini, era spesso descritto come uno dei più straordinari palazzi principeschi d'Italia, con una biblioteca senza pari e sterminate raccolte di dipinti, sculture (antiche e moderne), bronzetti, argenterie, arazzi, cuoi dipinti, mobili intarsiati.

### Spoliazioni
Nei secoli però subì varie spoliazioni. La prima fu eseguita da Cesare Borgia, che dopo aver conquistato militarmente il ducato (1502) ne disperse una parte delle collezioni, tra cui il celebre Cupido dormiente di Michelangelo, che finì a Mantova prima di essere definitivamente perduto.
La seconda e più ampia si ebbe nel 1631, all'atto di devoluzione del Ducato allo Stato Pontificio. Tale accordo non prevedeva la cessione al pontefice delle cose mobili, che divennero la straordinaria dote di Vittoria della Rovere, ultima discendente, a suo marito Ferdinando II de' Medici, granduca di Toscana. Finirono così a Firenze i gioielli, le sculture, le gemme e i dipinti, molti dei quali sono ancora oggi il vanto dei musei fiorentini quali i Raffaello, i quattordici Tiziano (tra cui la Venere d'Urbino), o il doppio ritratto dei Duchi di Urbino di Piero della Francesca. Altri oggetti di minor pregio, come il mobilio o le ceramiche, vennero invece venduti sulla pubblica piazza.
Una terza spoliazione fu attuata dal cardinale Antonio Barberini, primo legato pontificio, che staccò il ciclo degli uomini illustri dallo studiolo e l'Apollo e le Muse di Giovanni Santi e Timoteo Viti dall'omonima cappellina.
Una quarta spoliazione si ebbe nel 1657 ad opera di papa Alessandro VII, che fece confluire nella Biblioteca Apostolica le centinaia di volumi miniati della biblioteca di Federico da Montefeltro. Nel frattempo erano andati distrutti anche i corami, cioè i suoi dipinti che decoravano la maggior parte delle pareti nelle sale.
Infine, durante l'occupazione francese nel periodo napoleonico, quattordici dei ritratti del ciclo degli uomini illustri vennero esportati in Francia e si trovano oggi al Museo del Louvre. Costituiscono ad oggi il nucleo più cospicuo delle opere d'arte oggetto dei furti napoleonici compiuti ad Urbino.

### Ampliamenti delle raccolte
Oggi del nucleo originario di decorazioni dell'antico arredo del palazzo restano solo l'Alcova di Federico, ritrovata nei depositi del palazzo e ricostruita, qualche arazzo e quattordici, su ventotto, Uomini illustri dello studiolo, recuperati nel XX secolo, nonché il Ritratto di Federico da Montefeltro col figlio Guidobaldo di Pedro Berruguete. Sono stati inoltre riscoperti i dipinti murali della Sala delle Nozze, coperti da scialbatura.
Sono inoltre salve e inalterate le straordinarie decorazioni lapidee e, per circostanze particolarmente fortunate, molte delle porte lignee intarsiate, nonché le celebri tarsie dello studiolo.
Il resto delle raccolte del museo venne costituito a partire dalla fondazione, nel 1912, e può essere suddiviso in quattro gruppi:
1. La raccolta di lapidi e antiche iscrizioni raccolte dal cardinale legato Giovanni Francesco Stoppani che inaugurò il "Museo del lapidario" nel settembre 1756 nel Palazzo Ducale.[6]
2. Un cospicuo gruppo di dipinti, soprattutto tavole, provenienti dalle soppressioni dei conventi marchigiani dopo l'Unità d'Italia (1861), di proprietà statale.[4]
3. Un gruppo di opere depositate a vario titolo (temporaneo o perpetuo) da chiese e confraternite soprattutto urbinati.[4]
4. Oggetti d'arte, soprattutto ceramiche e monete, divenuti di proprietà statale per lascito o legato, tra cui spiccano il lascito Mauruzi (1865, ceramiche abruzzesi, soprattutto di Castelli), la collezione del medico senigallese Bruno Brun (2000, monete romane auree e argentee) e la collezione Volponi (1991 e 2003, circa venti dipinti dal Trecento al Seicento, spesso capolavori).[4]
5. Opere acquistate dallo Stato per incrementare e completare le collezioni della Galleria, tra cui negli ultimi venticinque anni hanno spiccato: nove dipinti quattrocenteschi dalla Fondazione Giorgio Cini, tre opere del Sassoferrato, un gruppo di ceramiche da pompa cinque-seicentesche, lavori di Andrea Lilli, Andrea Boscoli e Federico Barocci (un Ritratto inedito), uno stipo roveresco intarsiato in ebano e avorio.[4]

Il 6 febbraio del 1975 vennero trafugate la Madonna di Senigallia e la Flagellazione di Cristo di Piero della Francesca, entrambe recuperate poi a Locarno, in Svizzera, il 22 marzo dell'anno successivo.

## Allestimento
Questa somma di donazioni e acquisti ha contribuito a dare alla Galleria un respiro "nazionale", a dispetto anche di alcune lacune che tuttora permangono di opere di sommi artisti marchigiani o che nelle Marche lasciarono una significativa parte della loro attività (Carlo Crivelli e Lorenzo Lotto, ad esempio).
Un altro limite delle attuali raccolte è lo scarto, temporale, stilistico e storico, tra numerose opere presenti e gli ambienti che le conservano: se i polittici trecenteschi, assieme alle opere tardo seicentesche e settecentesche, sono fuori dai limiti cronologici della costruzione del palazzo, altre opere sacre, di gusto spiccatamente popolare come le sculture lignee, stentano ad armonizzarsi all'aulica decorazione delle sale. Per cercare di ovviare a questi inconvenienti è stato studiato un allestimento che, per quanto forzi talvolta l'ordine cronologico, cerca di far coincidere il più possibile le corrispondenze tra contenitore e contenuto: la camera picta e i lavori camerinesi, le opere tardogotiche nelle sale dalla decorazione più antica, il Quattrocento nelle sale del Laurana, Giovanni Santi nella sala delle Veglie, Barocci e le ceramiche seicentesche nell'appartamento roveresco.
L'allestimento del 1982, migliorato poi via via negli anni successivi, ha inoltre cercato di utilizzare i sostenitori più semplici possibili, quasi invisibili.

## Visita al museo

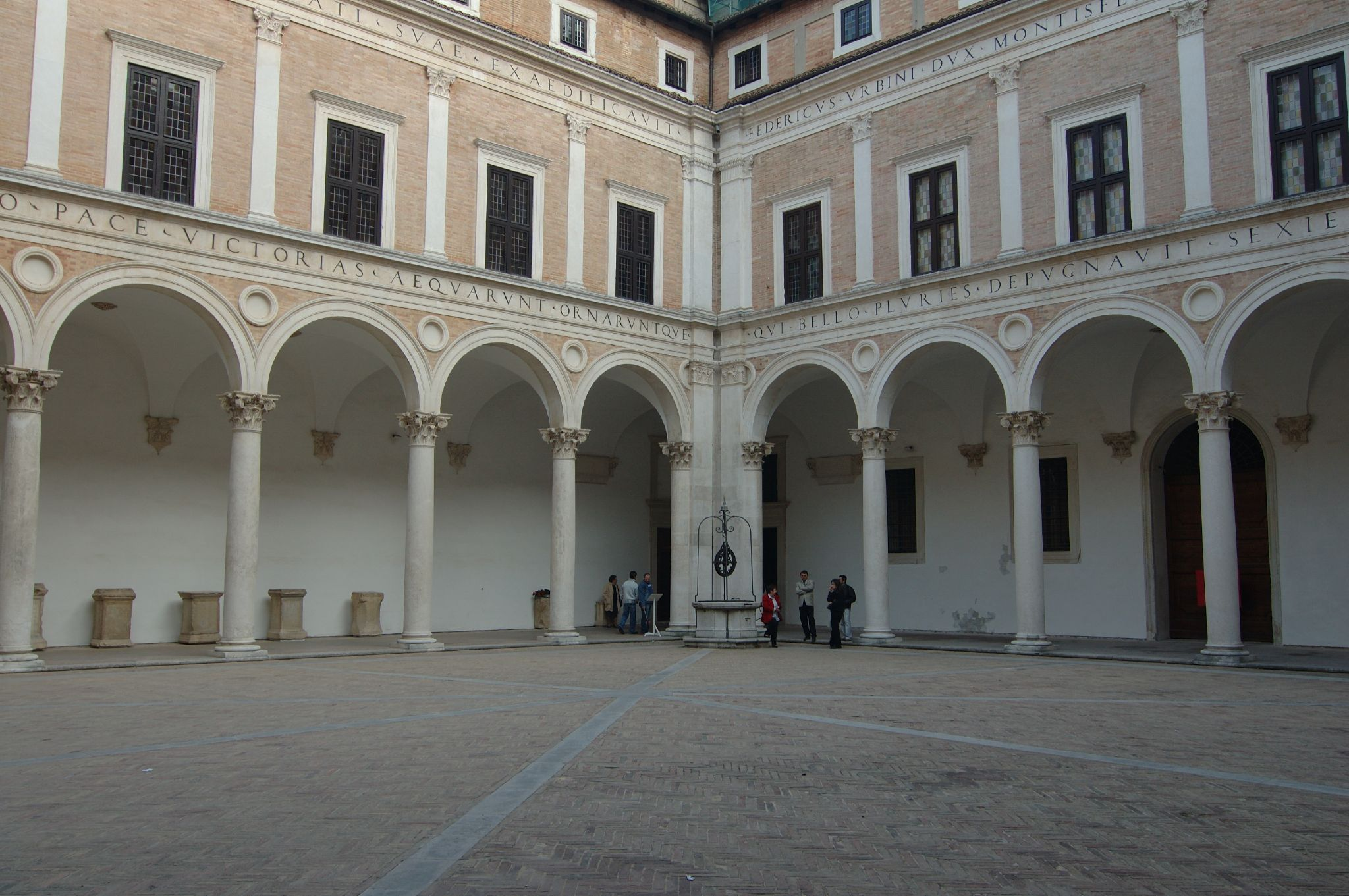
Il Cortile d'onore

Una volta oltrepassato l'ingresso in Piazza Duca Federico il visitatore si trova nel bellissimo Cortile d'onore: la forma è rettangolare con cinque arcate sui lati nord (di ingresso) e sud, mentre sei sugli altri.
Lungo tutta l'eestensione dei due architravi, su tutti e quattro i lati del cortile, corre una scritta dedicatoria: "FEDERICUS DUX MONTISFERETRI AC DURANTIS COMES SANCTAE RO[MANAE] ECCLESIAR CONFALORERIUS ATQUE ITALICAE CANFEDERATIONIS IMPERATOR HANC DOMUM A FUNDAMENTIS ERECTAM GLORIAE ET POSTERITATI SUAE EXAEDIFICAVIT. - QUI BELLO PLURIES DEPUGNAVIT SEXIES SIGNA CONTULIT OCTIES HOSTEM PROFLIGAVIT OMNIUMQUE PRAELIORUM VICTOR DITIONEM AUXIT. EIUSDEM IUSTITIA CLEMENTIA LIBERALITAS ET RELIGIO PACE VICTORIAS EQUARUNT ORNARUNTQUE".
Nell'angolo sud orientale si trova un pozzo seicentesco.

## Primo piano

### Appartamento della Jole (sale 1 - 7)

Sala di Ercole e Jole, Appartamento di Jole

Nell'ala orientale del palazzo, formata da sette sale, si trova l'appartamento della Jole.
In questa sezione, tra le opere vi è l'alcova di Federico da Montefeltro (di Giovanni da Camerino), rara testimonianza di arredamento del Quattrocento, in quanto questo fu l'appartamento abitato da Federico non ancora duca, in attesa della fine della costruzione della sua sontuosa dimora sul lato opposto del palazzo denominato Appartamento del Duca.
In queste sale si trovano le sculture del primo rinascimento (Luca della Robbia, Michele di Giovanni da Fiesole detto il Greco, Agostino di Duccio, Francesco di Giorgio Martini); le sale V e VI ospitano invece opere del primo Quattrocento marchigiano; nell'ultima sala, allestita in tempi recenti, si trovano le opere pittoriche del XIV secolo.

### Appartamento dei Melaranci (sale 8 - 11)
Proseguendo si entra nell'appartamento dei Melaranci: questi ambienti erano probabilmente destinati insieme al successivo Appartamento degli Ospiti, ad accogliere gli ospiti importanti.
In queste sale continua l'esposizione iniziata nell'ultima sala dell'Appartamento della Jole delle opere del basso medioevo di artisti provenienti principalmente dall'Italia centrale (soprattutto dell'area marchigiana e riminese).
Tra le opere presenti si segnalano i polittici Madonna col bambino e Storie della vita di Gesù di Giovanni Baronzio,  l'Annunciazione di Olivuccio di Ciccarello e l'Annunciazione di Nicola di maestro Antonio.

### Appartamento degli Ospiti (sale 12 - 15)
L'appartamento si compone di cinque sale delle quali solamente quattro sono visitabili. Una sala è detta del Re d'Inghilterra e sta ad indicare come la tradizione di ospitare personaggi di riguardo sia giunta anche a tempi più a noi vicini.
Qui sono state collocate le opere pittoriche del Quattrocento veneto e delle Marche meridionali, nonché alcune sculture lignee rinascimentali ed un tesoretto di monete d'oro del Quattrocento ritrovate fortunosamente di recente.

### Appartamento del Duca o Realissimo (sale 16 - 20)

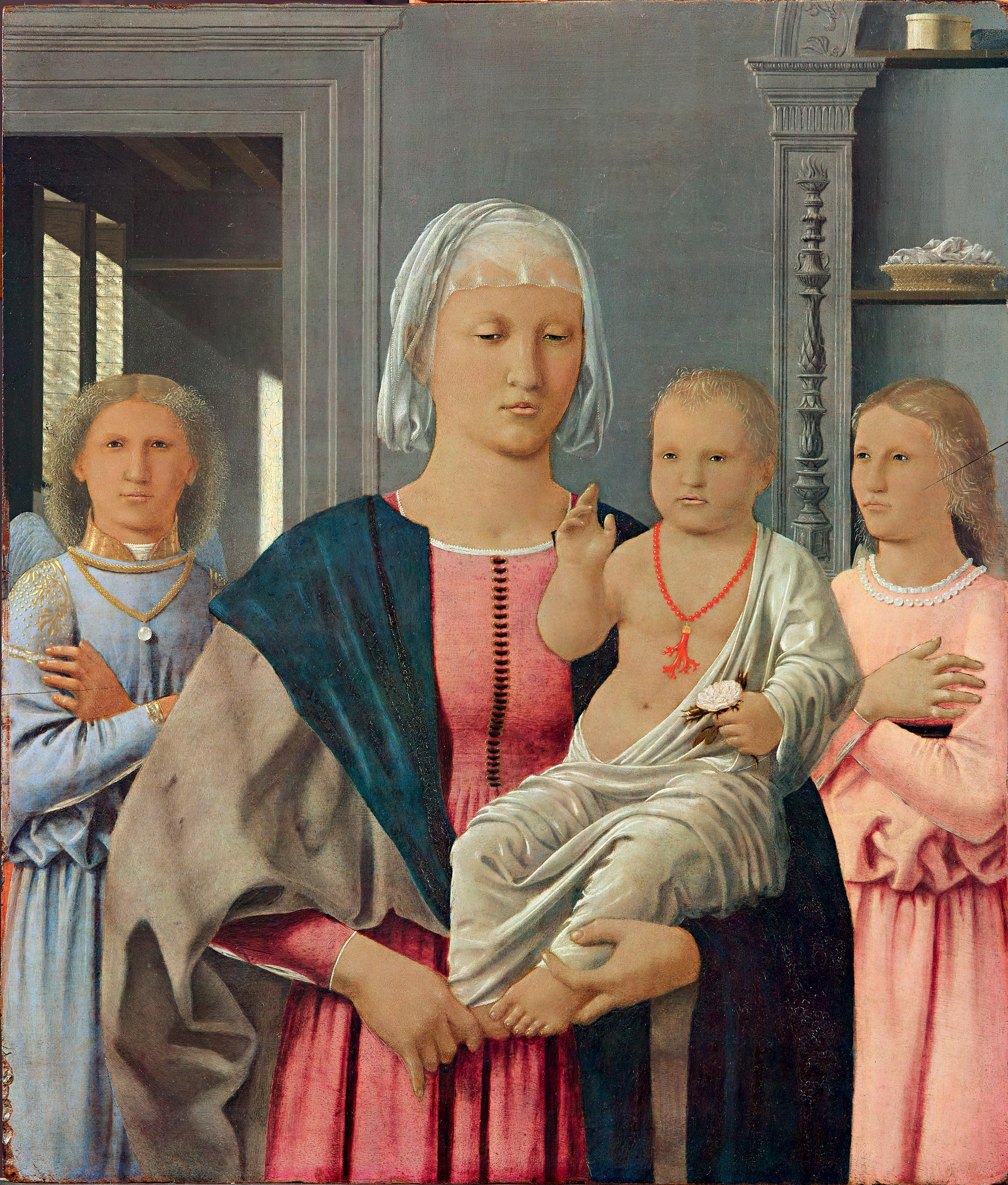
Piero della Francesca, Madonna di Senigallia, sala delle Udienze

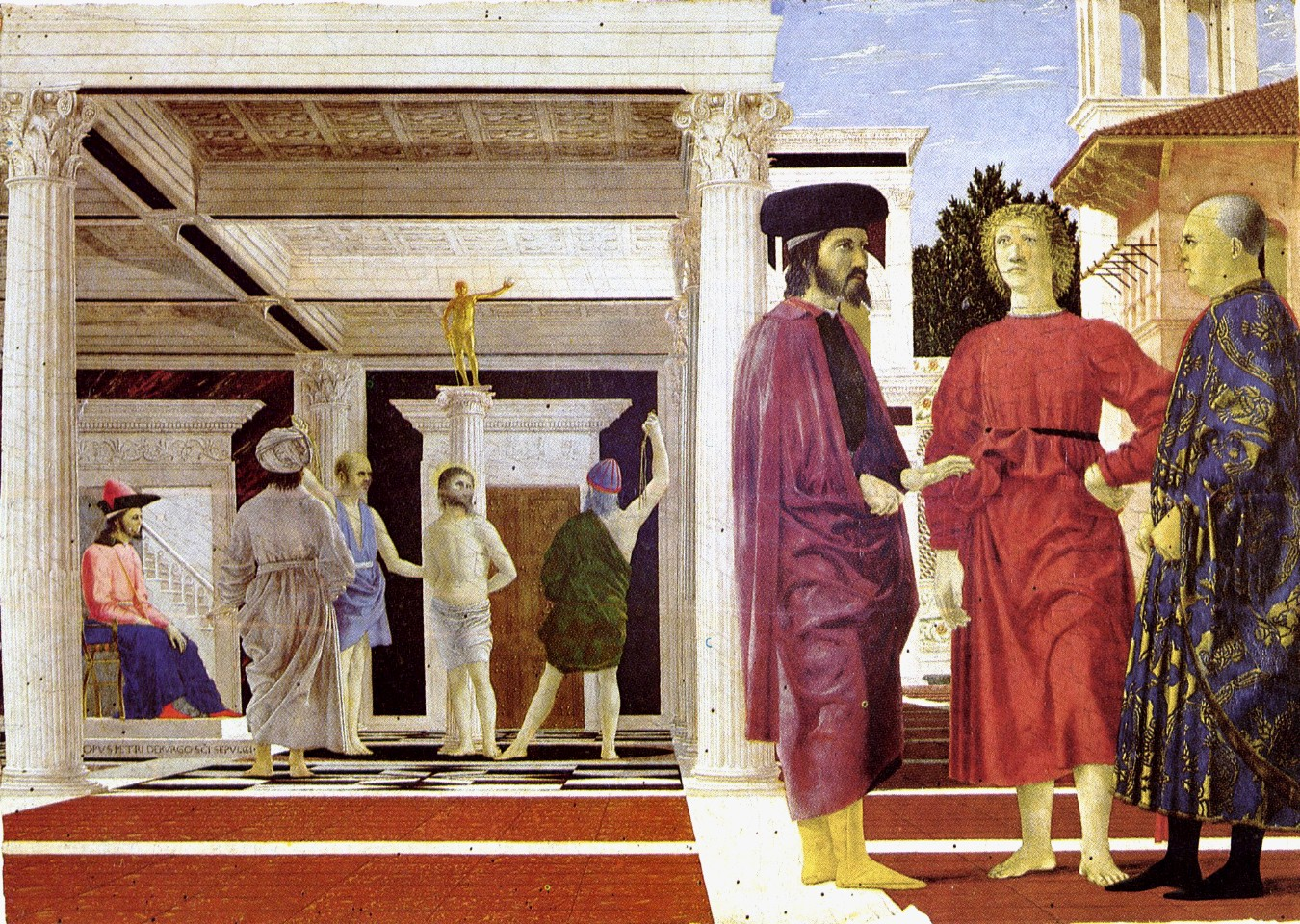
Piero della Francesca, Flagellazione, sala delle Udienze

Passando l'appartamento degli ospiti si arriva all'appartamento del duca Federico.
Questa è sicuramente la parte più importante della galleria e dove sono situate le opere più preziose del museo.
La sala delle udienze (sala 16) contiene fra l'altro la Flagellazione e la Madonna di Senigallia entrambe di Piero della Francesca.
Più avanti il celebre studiolo del duca Federico (sala 18), compito nel 1476, con pregevoli stucchi sulla volta e rivestito nella fascia inferiore di legno intarsiato da Baccio Pontelli su disegni di Sandro Botticelli, di Francesco di Giorgio Martini e di Donato Bramante. La fascia intermedia tra la volta gli armadi intarsiati conteneva in origine ventotto ritratti di uomini illustri realizzati da Giusto di Gand e Pedro Berruguete. Accanto allo studiolo si trovava la Biblioteca, oggi dispersa.

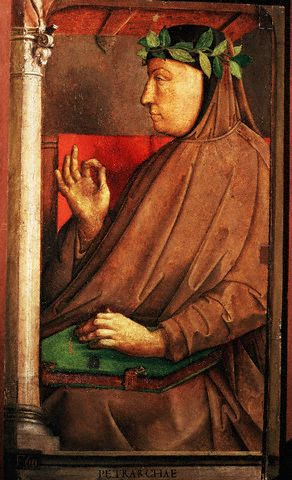
Giusto di Gand, Ritratto di Petrarca, sala 18
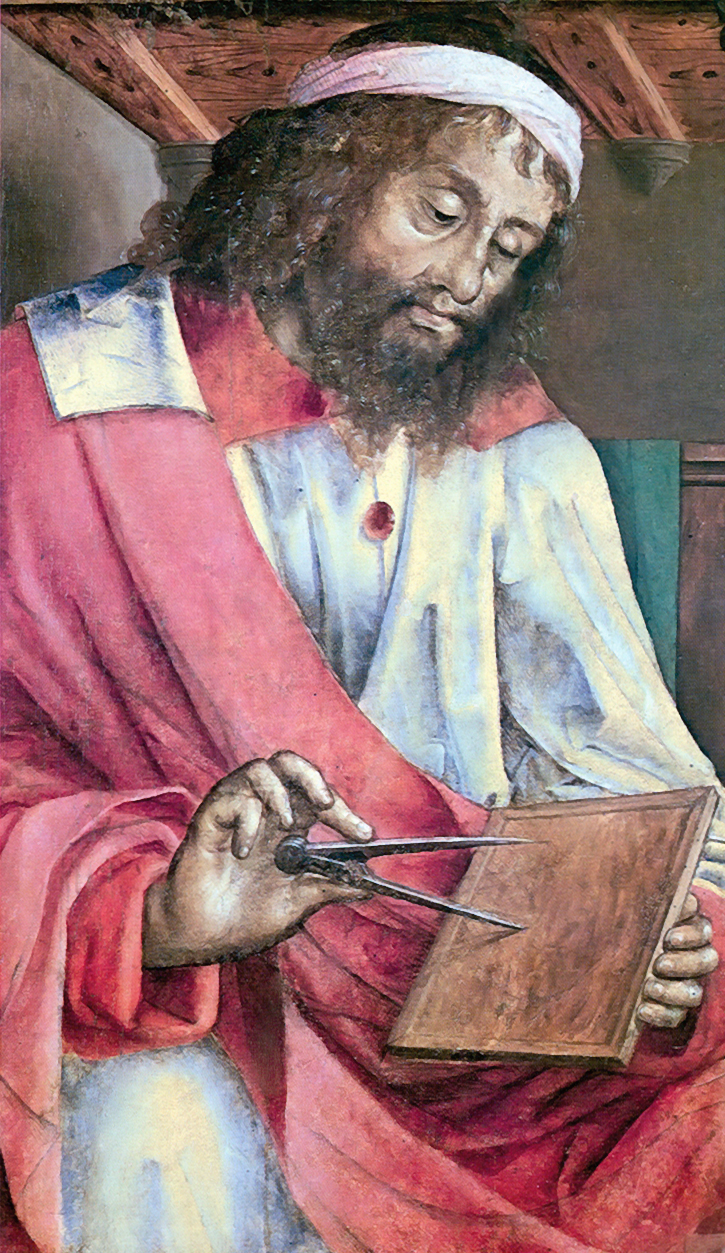
Giusto di Gand, Ritratto di Euclide, sala 18
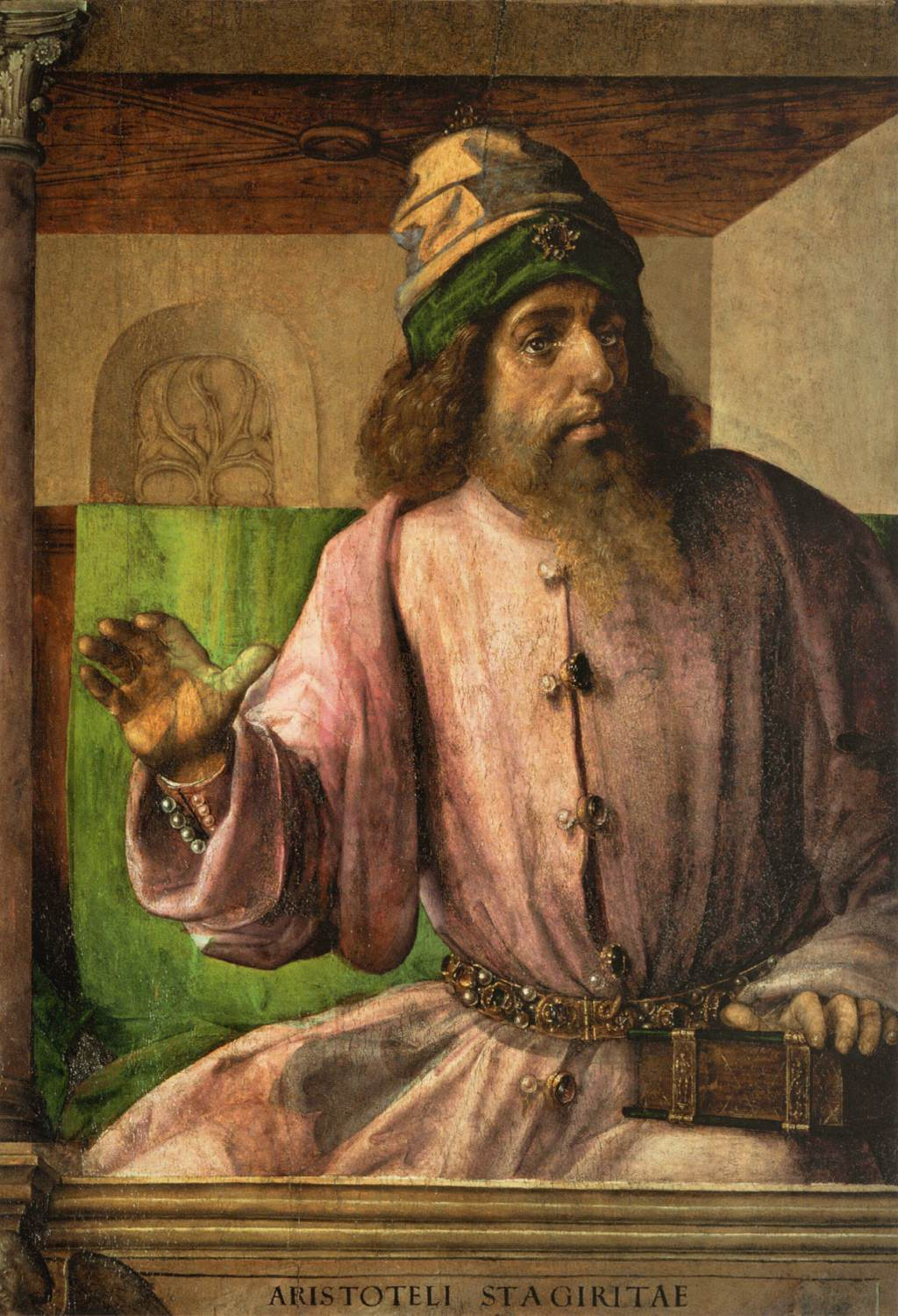
Giusto di Gand, Ritratto di Aristotele, sala 18

La sala 20 una volta era la Camera da letto del Duca: bellissime le tarsie delle porte i cui disegni sono attribuiti a Sandro Botticelli (quella con Marte e Ercole) e a Francesco di Giorgio Martini (Rappresentazioni prospettiche di Palazzi).
Sempre in questa sala si trova anche l'opera di Pedro Berruguete Ritratto di Federico da Montefeltro col figlio Guidobaldo (1476 - 1477)

### Sale di rappresentanza (sale 21 - 23)

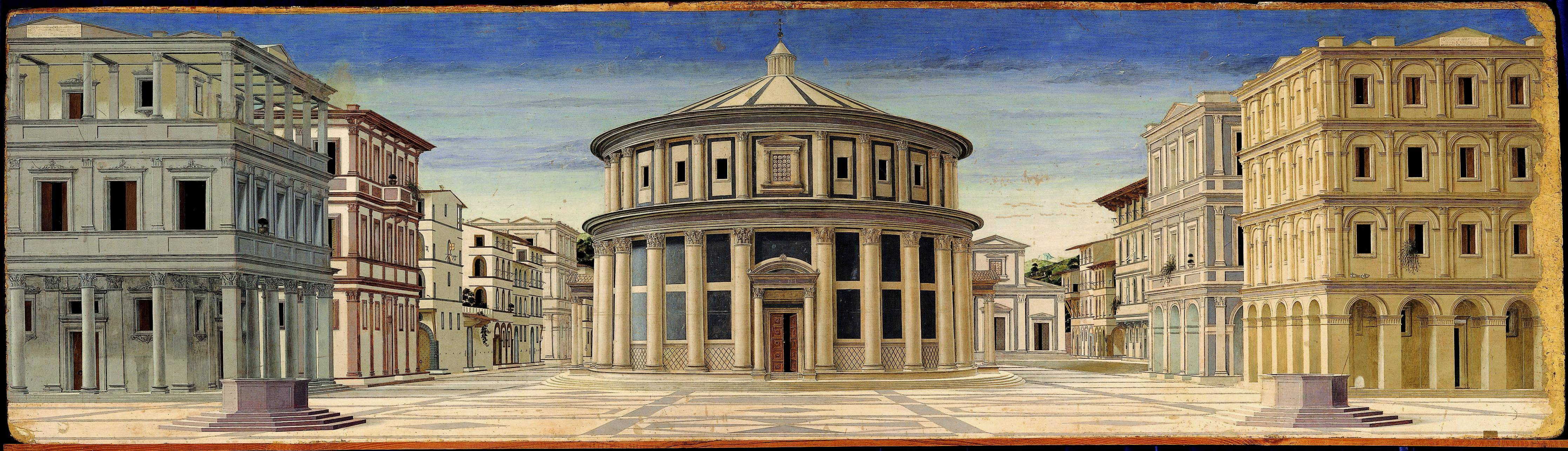
Anonimo, Città ideale, sala degli Angeli

In queste sale si trovava il cuore del palazzo ducale e della vita di corte.
Nella sala degli Angeli (sala 21) si può ammirare la celebre Veduta della città ideale, attribuita, tra gli altri, a Luciano Laurana, Piero della Francesca, Francesco di Giorgio Martini e Leon Battista Alberti, del quale sarebbe l'unica prova pittorica. Si trovano nella sala anche altre opere notissime: la Pala del Corpus Domini, composta dalla tavola della Comunione degli Apostoli (1473-1474) di Giusto di Gand e la predella del Miracolo dell'Ostia profanata (1467-1468) di Paolo Uccello.

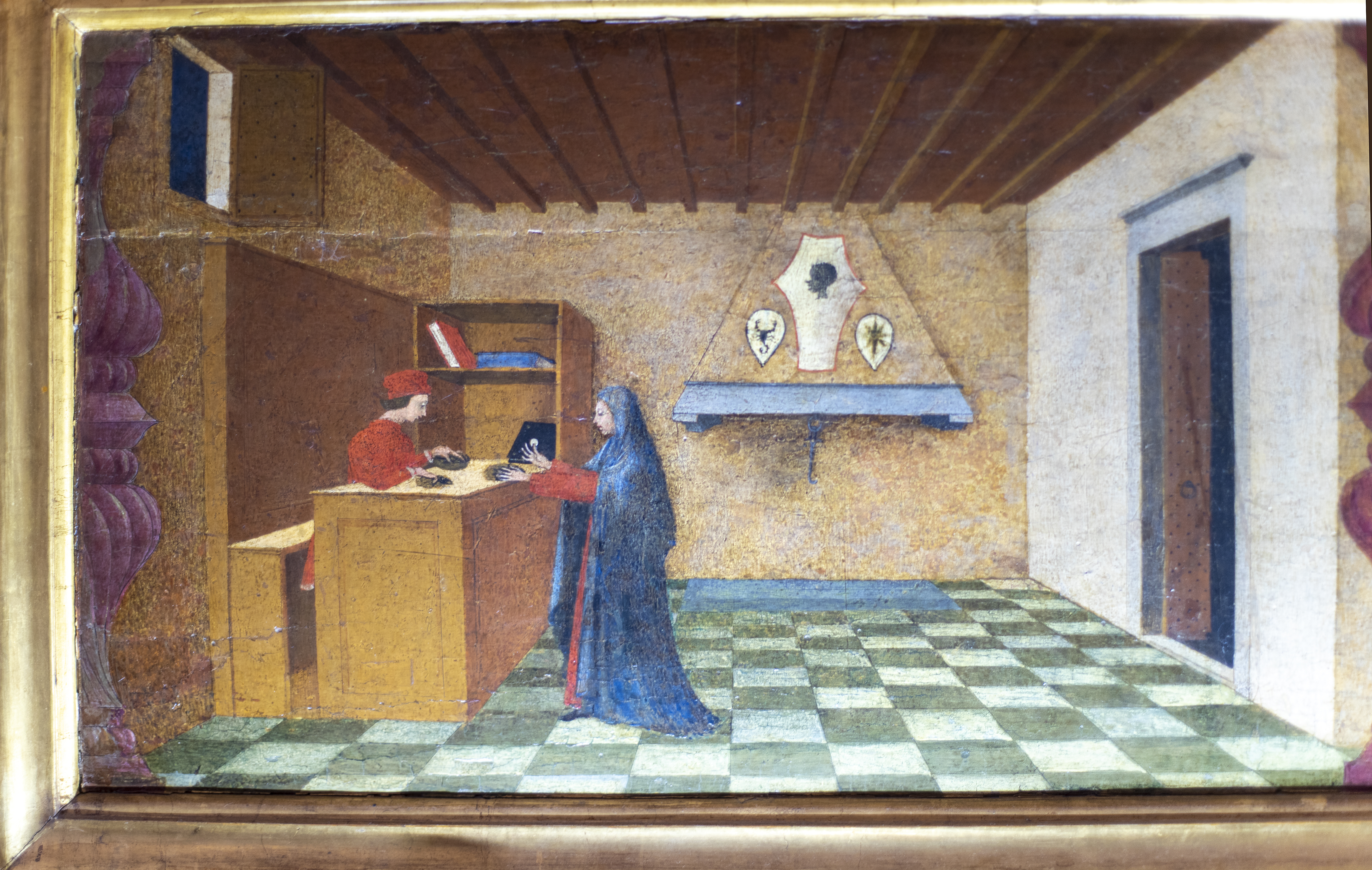
Paolo Uccello, Miracolo dell'Ostia profanata
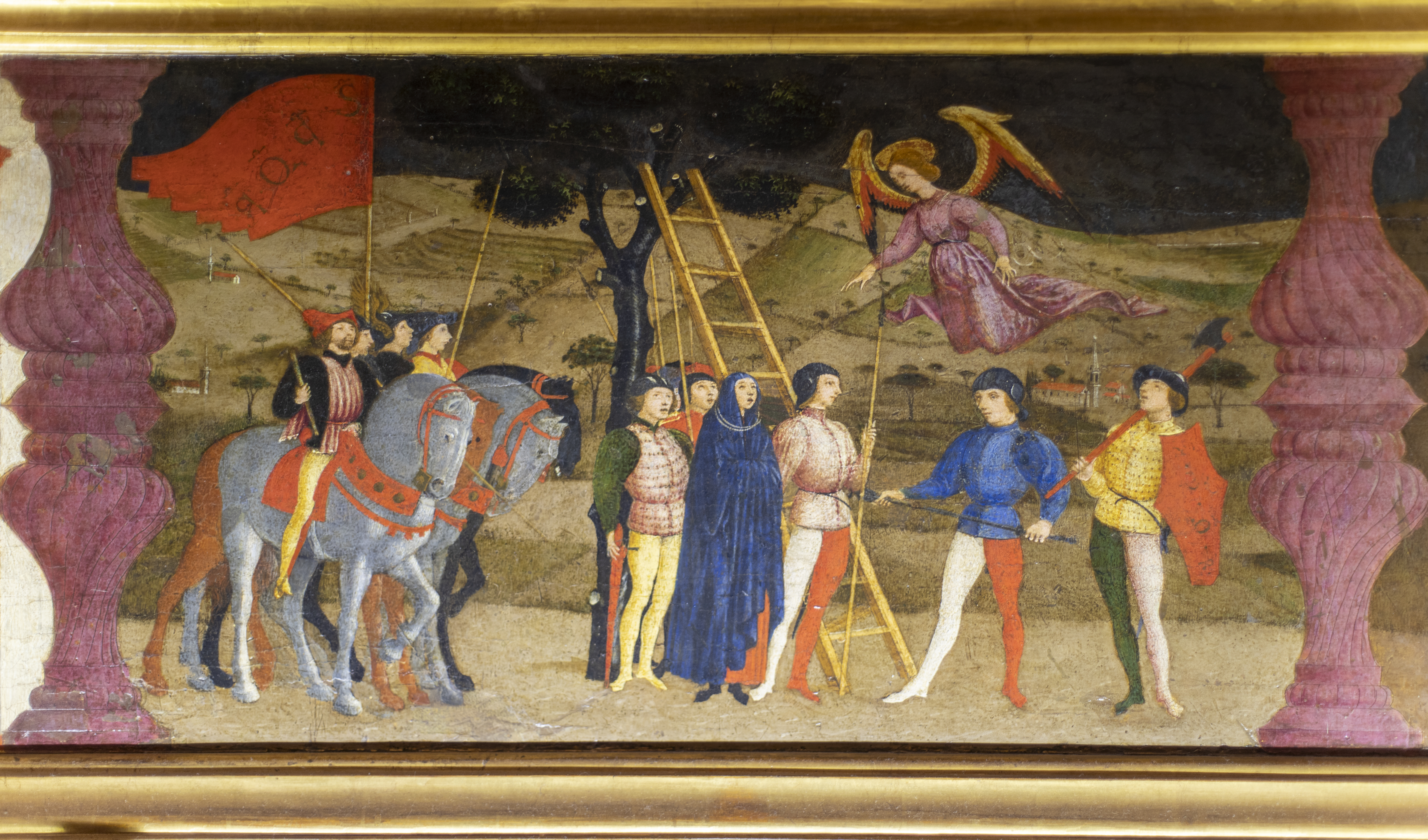
Paolo Uccello, Miracolo dell'Ostia profanata

Nella cosiddetta sala delle Veglie (sala 23) fu ambientato il Libro del Cortegiano di Baldassarre Castiglione: qui oltre a un nutrito gruppo di opere di mano di Giovanni Santi, troviamo anche due tele (una volta due lati dello stesso stendardo) di mano di Luca Signorelli con la Discesa dello Spirito Santo e la Crocifissione (1494).

### Appartamento della Duchessa (sale 24 - 28)

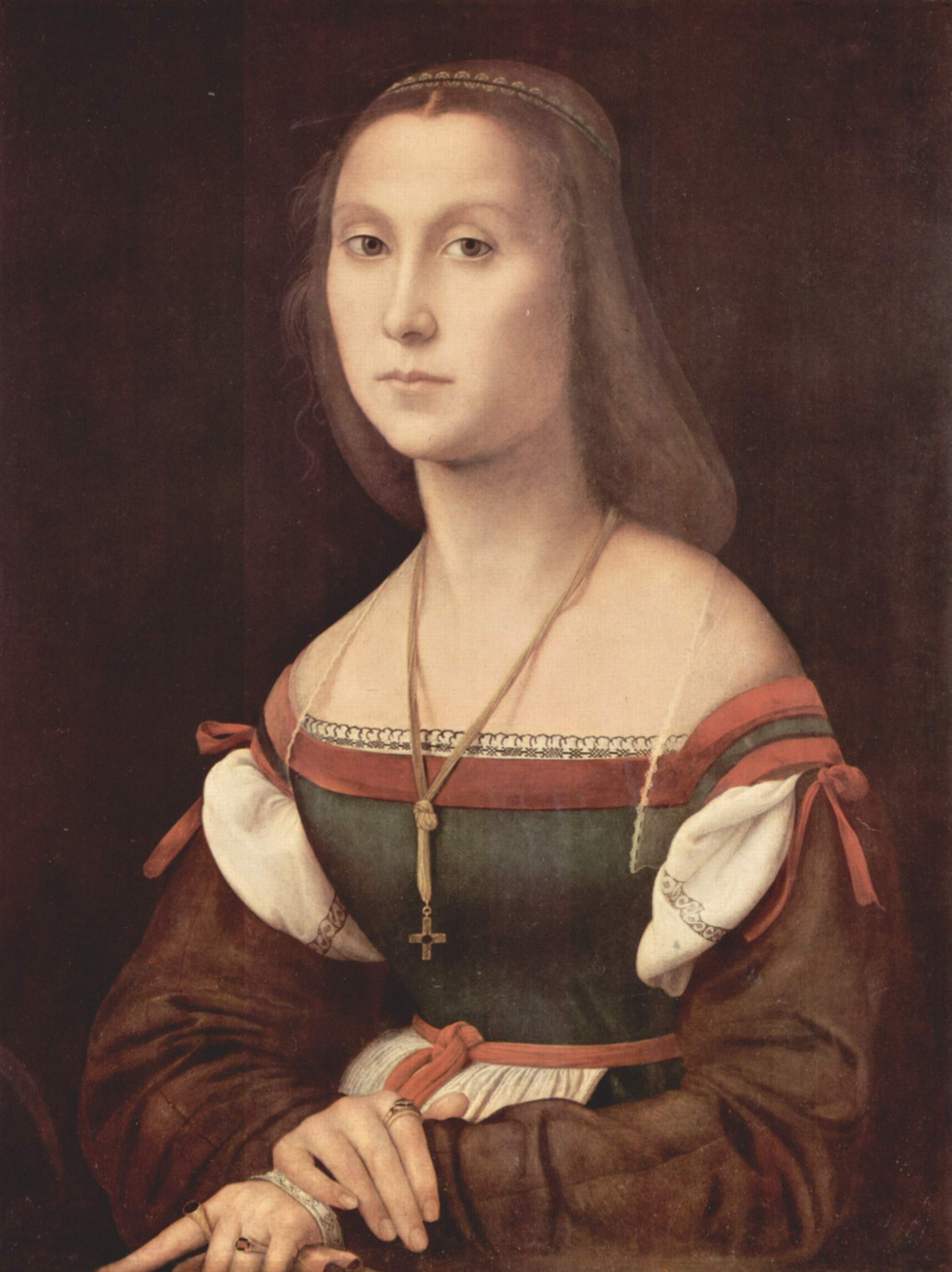
Raffaello Sanzio, La Muta

Nella sala 25 (Salotto della Duchessa) si trovano le due opere di Raffaello conservate nella Galleria: il Ritratto di gentildonna (detto tradizionalmente La Muta) e la piccola Santa Caterina di Alessandria. Nella sala 26 (Camera da letto della Duchessa) si trovano le opere di Tiziano: l'Ultima cena e la Resurrezione. Nella Sala di preghiera della Duchessa è conservato un soffitto in stucco dello scultore urbinate Federico Brandani, qui trasferito, tra il 1918 ed il 1919, da Palazzo Corboli Aquilini.

## Secondo piano

### Appartamento roveresco
Salendo al secondo piano si arriva all'appartamento roveresco, così chiamato perché realizzato sotto Guidobaldo della Rovere.
Qui sono ubicate opere di Federico Barocci, Giovanni Francesco Guerrieri, Giovanni Battista Salvi, Claudio Ridolfi, Girolamo Cialdieri, Gaetano Lapis, Alessio De Marchis e altri artisti. In particolare di Ridolfi e Cialdieri si conservano le tele realizzate, in occasione delle nozze di Federico Ubaldo della Rovere e Claudia de' Medici nel 1621, che furono sistemate (assieme agli apparati effimeri) lungo le vie cittadine percorse dal corteo nuziale. Tra le altre opere la Madonna col Bambino e santa Francesca Romana di Orazio Gentileschi (sala 4) e la Porta Virtutis di Federico Zuccari.
È presente anche una cospicua collezione di maioliche rinascimentali.
Inoltre, dal 2003, la Galleria conserva la collezione donata dalla famiglia dello scrittore Paolo Volponi, composta da opere del periodo barocco, realizzate da artisti come Guido Reni, Giovanni Battista Caracciolo, Mattia Preti e altri.
Nel 2022 è stato inaugurato il nuovo allestimento delle collezioni su questo piano, comprensivo di un ampliamento ad altre sale, grazie alla concessione in deposito delle opere della collezione della Fondazione Cassa di Risparmio di Pesaro.

## Sotterranei
I sotterranei comprendono invece gli ambienti di servizio come la scuderia, le cucine, i bagni, le cantine.